# Indigo-Marsch
Indigo-Marsch (Marcia di Indigo), op. 349, è una marcia di Johann Strauss figlio.
Strauss arrangiò la "Indigo-Marsch" con melodie tratte dalla sua prima operetta, "Indigo und die Vierzig Rauber" (Indigo e i 40 Ladroni) che debuttò al Theater an der Wien di Vienna il 10 febbraio 1871.
Il debutto teatrale di Strauß era atteso con impazienza dai viennesi fin da quando, intorno alla metà degli anni 60, Strauß cominciò ad abbozzare le idee per l'operetta.
La critica si divise sul giudizio per "Indigo", una trasposizione teatrale dei racconti de "Le mille e una notte". Ma il record di incassi registrato dai botteghini ne decretò l'immediato successo di pubblico.
Con "Indigo und die Vierzig Rauber" Johann adottò la pratica, che avrebbe mantenuto per tutta la vita, di riarrangiare le melodie delle sue operette per ricavarne nuovi brani orchestrali. Pertanto, accanto alla sua nuova preoccupazione di comporre operette, Strauß si preoccupò anche di mantenere ben salda la sua presenza anche nelle sale da ballo e nelle sale da concerti in giro per il mondo.
Fu il fratello Eduard Strauss a dirigere per primo la "Indigo-Marsch" ad un concerto nel Musikverein il 9 aprile 1871. Il brano è basato su melodie dal finale dell'atto 1° e dall'atto 3°.